# Poecilasthena glaucosa
Poecilasthena glaucosa är en fjärilsart som beskrevs av Lucas 1888. Poecilasthena glaucosa ingår i släktet Poecilasthena och familjen mätare. Inga underarter finns listade i Catalogue of Life.